# Georges-Louis Leclerc de Buffon
Pour les articles homonymes, voir Leclerc et Buffon.
Georges-Louis Leclerc, comte de Buffon, plus connu sous le nom simple de Buffon, né à Montbard le 7 septembre 1707 et mort à Paris le 15 avril 1788 est un naturaliste, mathématicien, biologiste, cosmologiste, philosophe et écrivain français.
À la fois académicien des sciences et académicien français, il participe à l'esprit des Lumières. Ses théories ont influencé deux générations de naturalistes, en particulier Jean-Baptiste de Lamarck et Charles Darwin. Salué par ses contemporains pour son maître ouvrage Histoire naturelle, Buffon a été qualifié de « Pline de Montbard ».

## Biographie

### Une jeunesse mouvementée
Il est le fils de Benjamin Leclerc, seigneur de Buffon et de La Mairie, conseiller du roi, président du grenier à sel de Montbard, conseiller au parlement de Bourgogne, et de dame Anne-Christine Marlin. Ils sont mariés depuis un an lorsque Georges-Louis vient au monde. Il est prénommé Georges en l'honneur de son parrain et grand-oncle maternel Georges-Louis Blaisot, seigneur de Saint-Étienne et Marigny (mort en 1714), collecteur des impôts du duc de Savoie, et Louis en l'honneur de son grand-père, Louis Leclerc, écuyer, conseiller secrétaire du Roi, maire de Montbard et juge prévôt. Son bisaïeul était médecin et bailli de Grignon, son trisaïeul barbier chirurgien.
La famille habite près de la porte de la Boucherie qui commande l'une des portes de Montbard, sur la route de Châtillon et de Dijon. La famille s'agrandit ; naissent ainsi Jean-Marc en 1708, Jeanne en 1710, Anne-Madeleine en 1711 et Claude-Benjamin en 1712.
Son père, en 1717, bénéficiant de la fortune accumulée par Georges-Louis Blaisot et héritée par sa femme et son fils, achète les propriétés de la seigneurie de Buffon, située à six kilomètres de Montbard, à Jean Bouhier, président du parlement de Bourgogne et lettré notoire. Benjamin Leclerc acquiert également une charge de commissaire général des maréchaussées qu'il revend trois ans plus tard pour une charge de conseiller au parlement de Dijon. La famille déménage alors à Dijon, à l'hôtel Quentin.
Il fait ses humanités au collège des jésuites des Godrans de Dijon, où il a pour condisciple Charles de Brosses. Suivant encore les injonctions de son père, qui le destine probablement à sa succession, Buffon s'inscrit à la faculté de droit de Dijon et y obtient sa licence en 1726. Préférant les sciences, et au grand mécontentement de sa famille, il part étudier à la faculté d'Angers en 1728. Il s'y plonge un peu plus dans les mathématiques et la botanique, lit Newton et les Éléments d'Euclide, suit des cours de médecine, mais, ayant tué en duel un jeune officier croate, il se voit contraint de quitter précipitamment l'université. Il se réfugie à Dijon ou à Nantes, où il rencontre le second duc de Kingston, jeune aristocrate anglais qui parcourt l'Europe avec son précepteur allemand le naturaliste Nataniel Hickman, et avec lequel il se lie d'amitié. Il décide de les suivre dans leur Grand Tour, qui les mène à La Rochelle, Bordeaux, Toulouse, Béziers, Montpellier, puis en Italie, par Turin, Milan, Gênes, Florence, Rome, et en Angleterre, étapes parfois ponctuées de brillantes théories mathématiques. Mais l'Italie et l'Angleterre furent les deux seuls pays visités dans toute sa vie alors que dans l’œuvre qu'il va réaliser, il va donner l'impression d'avoir fait le tour du monde.

### L'ambitieux de Paris
Son voyage est interrompu en 1731, à la mort de sa mère, et il s'installe l'année suivante à Paris, soucieux de s'éloigner de son père, remarié à sa grande fureur à l'âge de cinquante ans avec une jeune fille de vingt-deux ans, Antoinette Nadault. Le menaçant d'un procès, il obtient la libre disposition de sa fortune et récupère des terres que son père avait aliénées. Il fait démolir la maison paternelle et construire l'hôtel de Buffon, à Montbard, où il aménage une ménagerie, un laboratoire et son cabinet de travail.
À vingt-cinq ans, il est décidé à réussir, et commence à signer Buffon. Il se loge au faubourg Saint-Germain, chez Gilles-François Boulduc, premier apothicaire du roi, professeur de chimie au Jardin royal des plantes, membre de l'Académie des sciences et de l'Académie de Stanislas. Ses premiers travaux portent sur les mathématiques, son domaine de prédilection, et il présente en 1733 un mémoire à l'Académie des Sciences, dont Maupertuis et Clairaut font un compte rendu élogieux. Ce mémoire Sur le jeu du franc-carreau introduit pour la première fois le calcul différentiel et le calcul intégral en probabilité.
C'est à cette époque qu'il correspond avec le mathématicien suisse Gabriel Cramer. Il lit plusieurs ouvrages de géométrie, particulièrement ceux d'Isaac Newton, dont il traduira la Théorie des fluxions. Il fait la connaissance de Voltaire et d'autres intellectuels, et est à l'Académie des sciences comme adjoint mécanicien le 9 janvier 1734. Il a de puissants protecteurs, notamment Maurepas, et Louis XV le nomme au poste d'adjoint dans la section mécanique.
Maurepas, ministre de la Marine, demande en 1733 à l'Académie une étude sur les bois utilisables pour la construction de navires. Faute de moyens, les commissaires nommés initialement se récusent, mais Buffon, exploitant forestier à Montbard, est là. Il multiplie les expériences et rédige un compte rendu des plus complets, ce qui lui donne l'appui du duc de Condé (en lui fournissant des échantillons de minéraux bourguignons et en le recevant fastueusement à Montbard). Maurepas lui propose la surintendance de toutes les forêts de son domaine, mais il refuse.
En 1735, il traduit un ouvrage du biologiste britannique Stephen Hales : Vegetable Staticks, qu'il annote abondamment, où il prend délibérément parti contre la science cartésienne, partisane des systèmes et théories raisonnées, purement intellectuelles ; il fait la promotion de l'observation et de l'expérience, suivant en cela un courant de pensée de ce début du siècle. Anglophile, il correspond abondamment avec plusieurs savants, et séjourne à Londres en 1738, assez brièvement, mais se fera élire à la Royal Society en 1739. Il traduisit également Newton et Tull pour se perfectionner dans la langue anglaise et s'exercer à écrire dans la sienne.
En 1738, il montre à l'Académie son ouvrage Moyen facile d'augmenter la solidité, la force et la durée du bois rédigé à partir des expériences menées à Montbard, en particulier au Petit Fontenet (qui conserve un parquet de chêne réalisé selon ses travaux). Cependant, Henri Louis Duhamel du Monceau, agronome éminent avec qui Maurepas souhaitait qu'il travaille en bonne intelligence, y voit un plagiat de son mémoire à venir : Diverses tentatives pour parvenir à augmenter la dureté ou l'intensité du bois. Il se fait un ennemi de taille. En mars 1739, il passe de la section de mécanique, à celle de botanique de l'Académie des sciences.
En 1748, il propose l'idée d'une loupe à échelons n'exigeant plus ces masses énormes de verres si difficiles à fondre et à travailler, absorbant une moindre quantité de lumière, offrant l'avantage de corriger une grande partie de l'aberration de sphéricité, idée tirée de l'expérience d'un incendie allumé à 200 pieds de distance.
Après une admirable campagne de relations publiques auprès de son prédécesseur mourant, Dufay, il est nommé intendant du Jardin du roi le 26 juillet 1739, supplantant une fois encore Duhamel du Monceau ; celui-ci obtiendra de Maurepas, comme lot de consolation, la responsabilité, où il excellera, de réformer la Marine. Enfin établi, Buffon partagera désormais son temps, jusqu'à la fin de sa vie, entre sa propriété de Montbard, vivant tranquillement et rédigeant son œuvre, et Paris, où il administre le Jardin royal des plantes et entretient son image à la Cour.

### Au Jardin royal des plantes

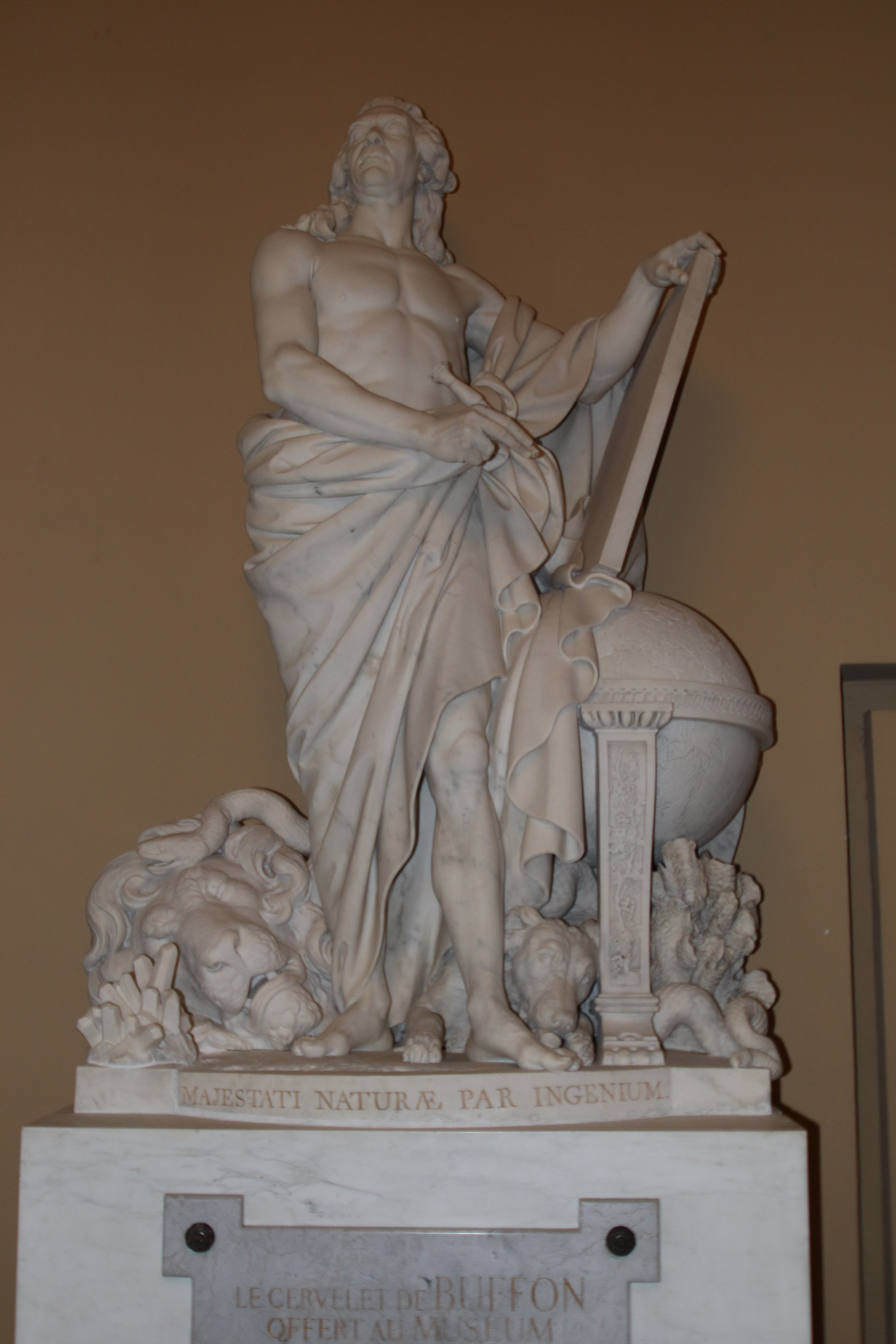
Statue de Buffon (1776), par le sculpteur Augustin Pajou, dans la grande galerie de l'Évolution.

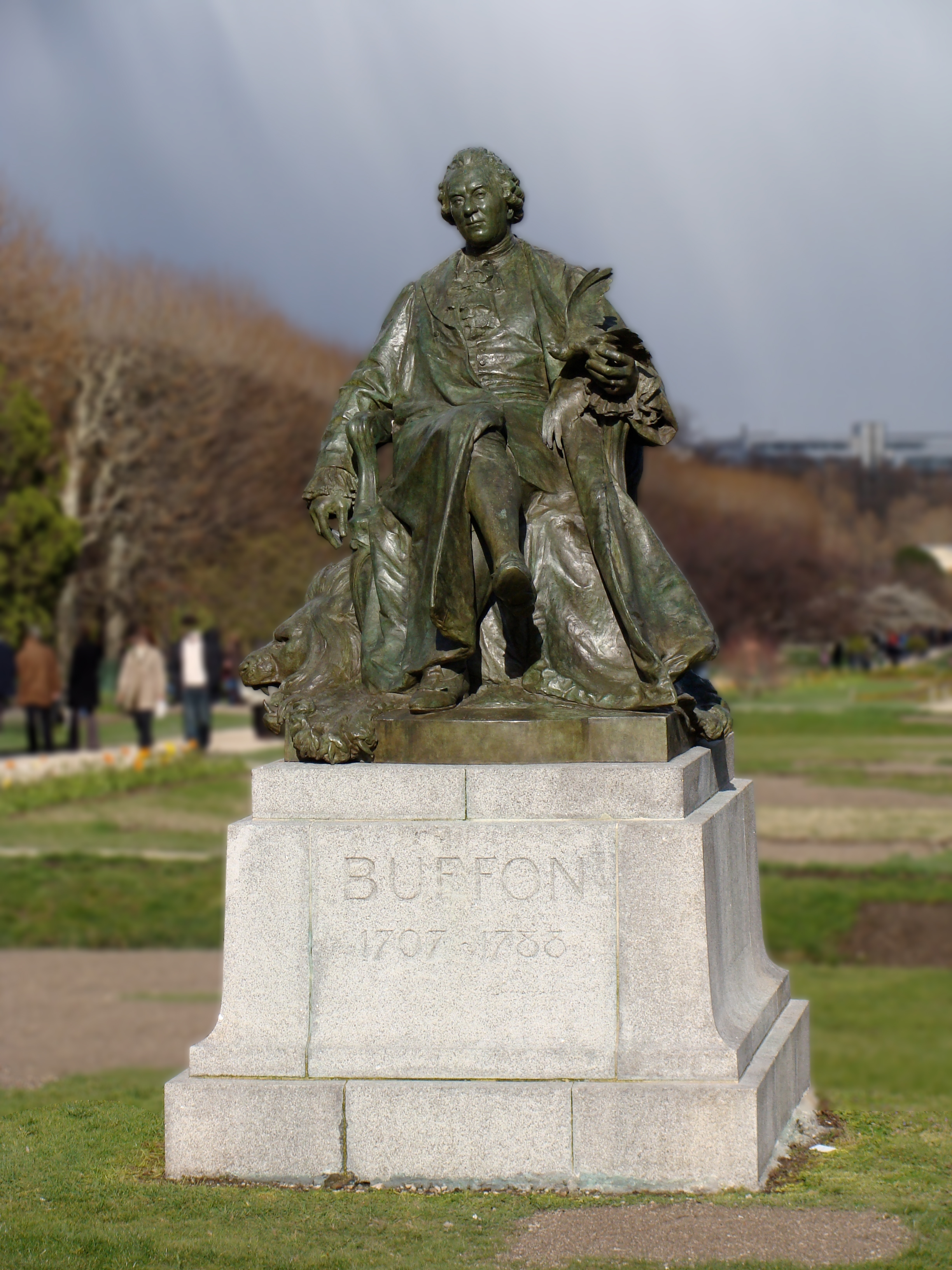
Monument à Buffon (1883), par le sculpteur Jean Carlus, au Jardin des plantes, faisant face à la grande galerie de l'Évolution.

De jardin d'apothicaire, il transforme le Jardin royal des plantes en un lieu de recherches, d'enseignement et en musée, faisant planter des arbres qu'on lui fait parvenir du monde entier. Dès lors, il se consacre tout entier à l'histoire naturelle. Profitant des ressources que lui offre le grand établissement qu'il dirige et qu'il ne cesse d'enrichir, il entreprend de tracer le tableau de la nature entière. Excellent administrateur, propriétaire terrien et juriste de formation, à partir de 1771 il agrandit le Jardin des plantes d'un bon tiers, vers l'ouest et la Seine (la majeure partie de l'actuelle Ménagerie et les carrés voisins de la Place Valhubert) et vers le sud de part et d'autre de la Bièvre (« clos Patouillet », actuel « îlot Buffon-Poliveau »), en faisant exproprier, parfois sans ménagement, les propriétaires des lieux ; il y fait tracer une allée nommée « desserte du Jardin du Roy » (actuelle rue Buffon) et installe au sommet de l'ancienne butte Coypeau (actuel « grand Labyrinthe ») l'un des premiers édifices métalliques au monde, la « gloriette du Labyrinthe » ou « gloriette de Buffon », réalisée par le serrurier du jardin sur les plans de l'architecte Edme Verniquet (également concepteur de l'amphithéâtre d'anatomie du Muséum) et dont il fait forger les éléments dans ses forges de Montbard.
Buffon n'enseigne pas et ne semble pas s'y intéresser (il ne définit pas lui-même les programmes) mais s'entoure de brillants pédagogues et d'excellents praticiens : Louis Guillaume Le Monnier, botaniste et futur premier médecin de Louis XVI, Antoine Laurent de Jussieu, biologiste, Pierre Joseph Macquer et Fourcroy, chimistes, Jacques-Bénigne Winslow, Antoine Ferrein, Antoine Petit et Antoine Portal, anatomistes. Buffon forme ainsi une « cour de matière grise » autour de lui, attirant des savants parmi les plus renommés, qui amènent avec eux toute leur famille.
Buffon gère en outre le Cabinet d'Histoire Naturelle du roi, dont il va faire la plus développée des collections d'Europe, un creuset scientifique ; en sortiront les galeries du Muséum actuel. Il conçoit dès cette époque l'idée de faire agrandir ce cabinet, en confiant dès 1740 le projet à l'architecte Pierre Coupard de la Touche. Une longue suite de contretemps fera ajourner plusieurs fois ce projet. Lorsqu'en 1780 le projet est finalement repris, De La Touche meurt subitement l'année même. Il est remplacé par Edme Verniquet qui donne au bâtiment une nouvelle façade et l'agrandit en le prolongeant vers le sud. L'inauguration de ce nouveau réaménagement du Cabinet a lieu en 1788, peu avant la mort de Buffon. Pendant tout ce temps Buffon avait profité de toutes les occasions pour enrichir le Cabinet, qu'il avait ouvert au public en 1745 : dons, retours de grands voyageurs, tels que Bougainville, Pierre Sonnerat ou Joseph Dombey, acquisitions de pièces d'intérêt (il gère très rationnellement les crédits du Jardin), obtentions de collections de défunts (comme celle de Réaumur, que Louis XV lui accorde, alors que Réaumur envisageait la céder à l'Académie des Sciences). Malgré les vives critiques sur l'organisation de la collection, elle remporte tous les mardis et jeudis un vif succès auprès des visiteurs, qui découvrent dans ce « capharnaüm magique », c'est-à-dire dans le style des « cabinets de curiosités » de l'époque, de grands poissons naturalisés pendant au plafond, des reptiles séchés placés entre les pattes d'un immense zèbre et bien d'autres pièces de collection des divers « règnes de la nature ». Les plus grands personnages du temps montrent une admiration particulière pour Buffon. À titre d'exemple, Buffon souffrant et alité reçut un jour chez lui la visite de l'empereur Joseph II d'Autriche, qui se présentait comme un modeste disciple du naturaliste. Alors que Buffon voulait se vêtir afin d'accueillir dignement son hôte, le souverain répondit : « Non, non, quand un maître reçoit son élève, il ne doit faire aucune cérémonie pour lui ».

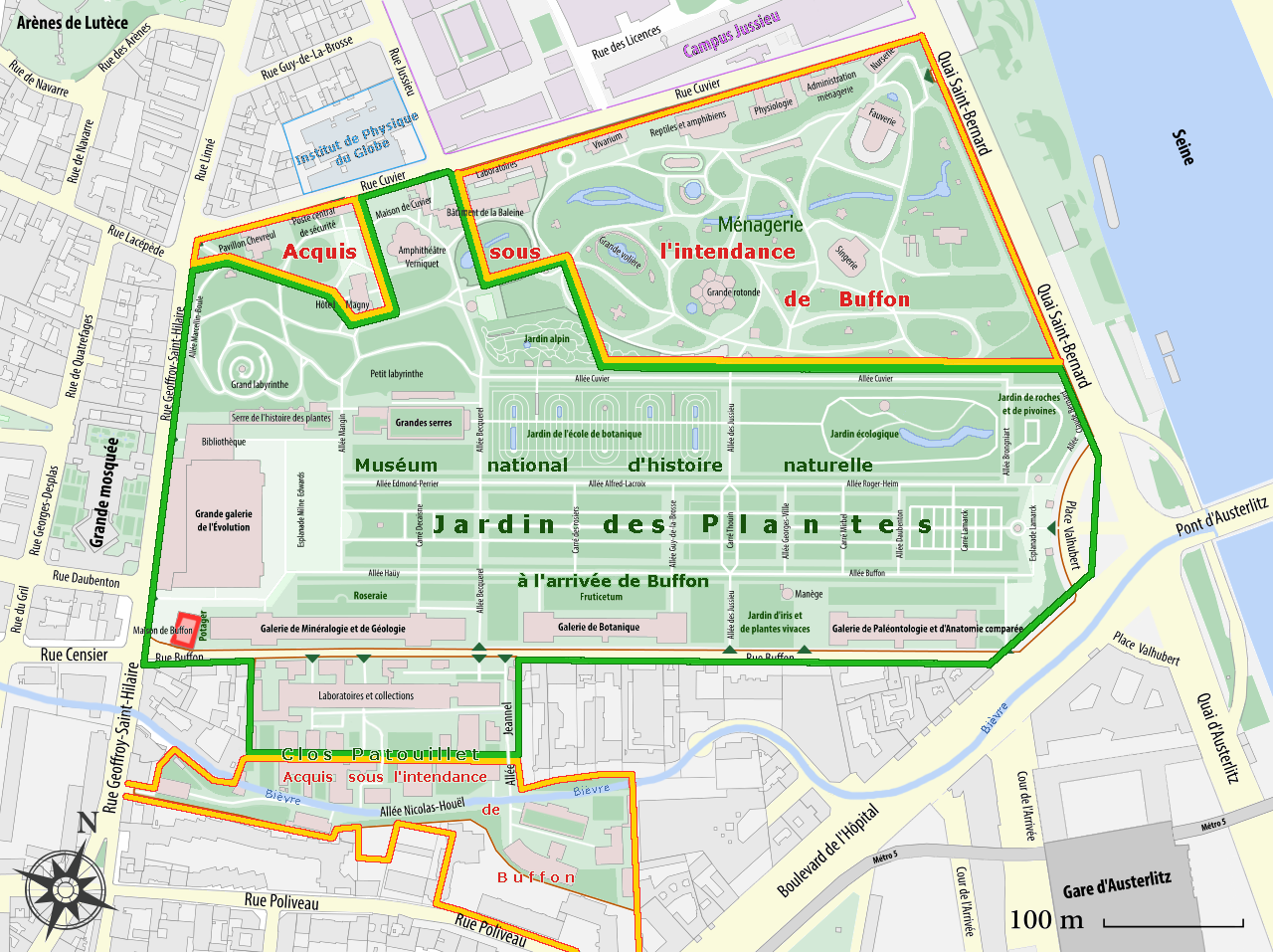
Emplacement de la maison de Buffon au 26 de la rue parisienne homonyme qu'il avait fait tracer sous le nom d'allée de la desserte du Jardin des plantes du Roy.

La renommée de Buffon et de son cabinet est telle qu'à la fin de sa vie, les plus grands souverains, Frédéric II de Prusse, Catherine II de Russie, les rois de Danemark et de Pologne, lui font des dons prestigieux. Il était aussi lié à la cour de France : Louis XV et Louis XVI l'ont toujours soutenu. La marquise de Pompadour l'appréciait énormément (on lui prête ces mots : « Vous êtes un joli garçon Monsieur de Buffon, mais on ne vous voit jamais ! », et elle lui envoya peu de temps avant sa mort ses animaux familiers pour enrichir la ménagerie de Montbard). Il bénéficie de nombreux soutiens politiques, tel celui d'Amelot de Chaillou, soutiens qui lui permettront d'être seul maître au Jardin du Roi pendant cinquante années. Mais Buffon n'est pas un courtisan : il se frotte à la politique avec précaution et n'entre pas dans les intrigues de la Cour. Et s'il reste monarchiste toute sa vie (comme beaucoup à cette époque, il ne conçoit pas d'autres régimes possibles), il a toujours pris soin de mettre une certaine distance entre le pouvoir royal et lui.

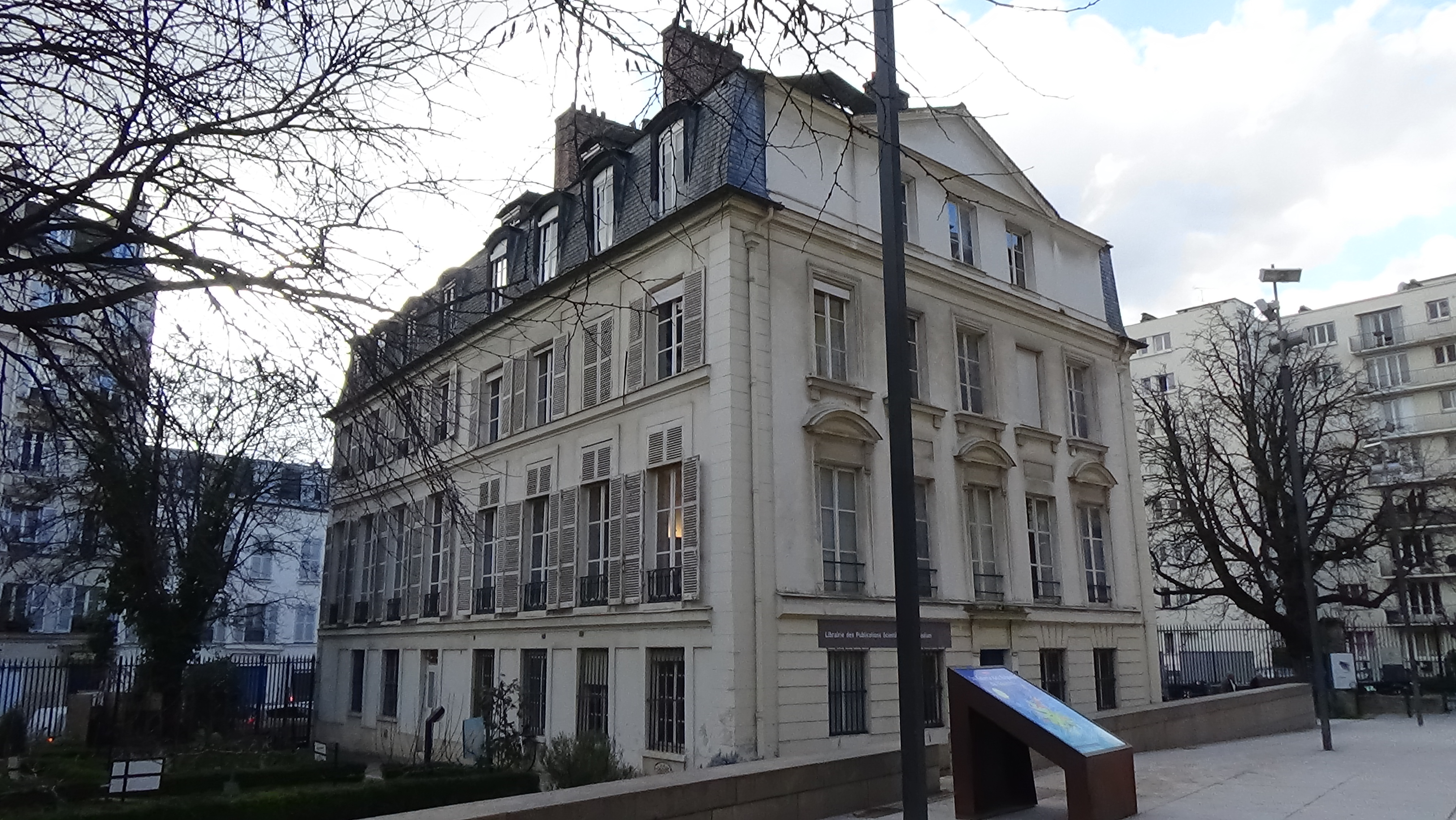
La maison de Buffon.

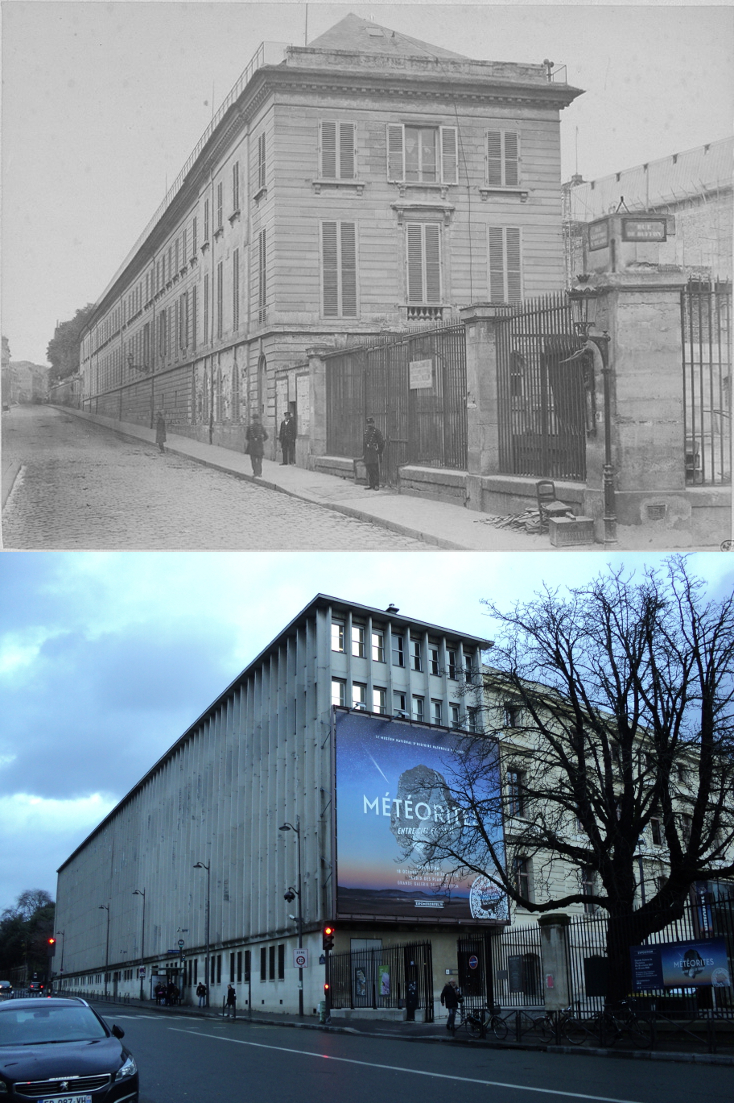
En haut, l'ancien « cabinet royal d'Histoire naturelle » tel qu'il avait été agrandi par Buffon, juste à côté de sa maison. En bas le bâtiment moderne de la Bibliothèque du Muséum, qui occupe le même emplacement sur la rue Geoffroy-Saint-Hilaire.

Ses relations avec les savants de son époque sont bien plus difficiles et il s'oppose souvent à eux, par exemple à Carl von Linné, dont il conteste la méthode de classification, basée sur les fleurs. La méthode de Buffon, très personnelle, consiste à se fonder sur l'intérêt subjectif qu'ont les animaux pour l'homme. Dans son approche « naturelle », le cheval vient en premier, suivi immédiatement, comme il se doit, du chien. Et les insectes sont quasiment absents, car « de peu d'importance ». Il écrit ainsi à Réaumur : « Une mouche ne doit pas tenir dans la tête d'un naturaliste plus de place qu'elle n'en tient dans la nature ». À l'inverse, Linné est un scientifique méthodique, un classificateur, là où Buffon, en vulgarisateur, voit surtout l'intérêt que l'on peut tirer de la « création ». Fixiste, il accueille avec scepticisme les travaux de Lazzaro Spallanzani ou de Charles Bonnet et d'Abraham Trembley, car pour Buffon, les variations entre espèces sont dues à des dégénérescences. Dans le même esprit, il censure toutes les descriptions anatomiques de Daubenton.
En 1744, il est nommé trésorier perpétuel de l'Académie des sciences, et profite allègrement de ses privilèges, mais ne tarde pas à prendre ses distances avec le cénacle scientifique parisien. Comme il faisait de longs séjours à Montbard où il écrivait, il prit comme adjoint M. Tillet qui remplit mieux que lui ses fonctions de trésorier. On le taxe d'individualisme, de narcissisme et de hauteur. Quelqu'un dira de lui : « M. de Buffon ne vient à Paris que pour toucher ses pensions et prendre les idées de ses confrères de l'Académie. »
L'Histoire naturelle, son œuvre majeure, dont les premiers volumes paraissent en 1749, l'occupera toute sa vie. Placé par cet ouvrage au premier rang des écrivains de son siècle aussi bien que des savants, Buffon reçoit récompenses et honneurs en tout genre : il est élu membre de l'Académie française en 1753, où il prononce le fameux Discours sur le style. Il ne paraîtra que très rarement avec les Quarante, et plus jamais à partir de 1782, à l'élection de Condorcet, détesté rival de son ami Jean Sylvain Bailly (1736-1793). Il dira d'ailleurs de lui : « Condorcet élu ! Mais Condorcet n'a jamais fait que des vers dans les ruelles de femmes ! » (L'ironie a voulu que ce soit Condorcet qui prononce l'éloge funèbre de Buffon à l'Académie des sciences, ce qu'il fera dans un style faussement élogieux, assez prisé semble-t-il à cette époque, puisque Georges Cuvier en fera autant pour Jean-Baptiste de Lamarck). Il fréquente en outre les grands esprits de son temps, et notamment les philosophes des Lumières, avec qui il partage le scepticisme religieux, le matérialisme et l'amour de la raison contre le mysticisme. Mais il s'oppose à eux sur le plan social et politique : Buffon est un conservateur et un monarchiste. On lui prêtera d'ailleurs ce mot, vers la fin de sa vie, aux derniers temps de l'Ancien Régime : « Je vois venir un mouvement terrible, et personne pour le diriger ». Grand ami des encyclopédistes (Diderot le compare à Lucrèce et Platon), auxquels il a promis de rédiger l'article « Nature », qu'il ne fera jamais, il finit par se brouiller avec D'Alembert à propos de Bailly et Condorcet. À ses premiers temps au Jardin du Roi, on a pu le voir dans des salons parisiens, chez Marie-Thérèse Geoffrin ou Louise d'Épinay, chez Julie de Lespinasse ou chez le baron d'Holbach, où il a pu converser avec Voltaire, Montesquieu, Fontenelle, Marivaux… Mais il est devenu petit à petit solitaire, a délaissé les salons, puis Paris, pour sa vie tranquille à Montbard.

### L'homme de Montbard

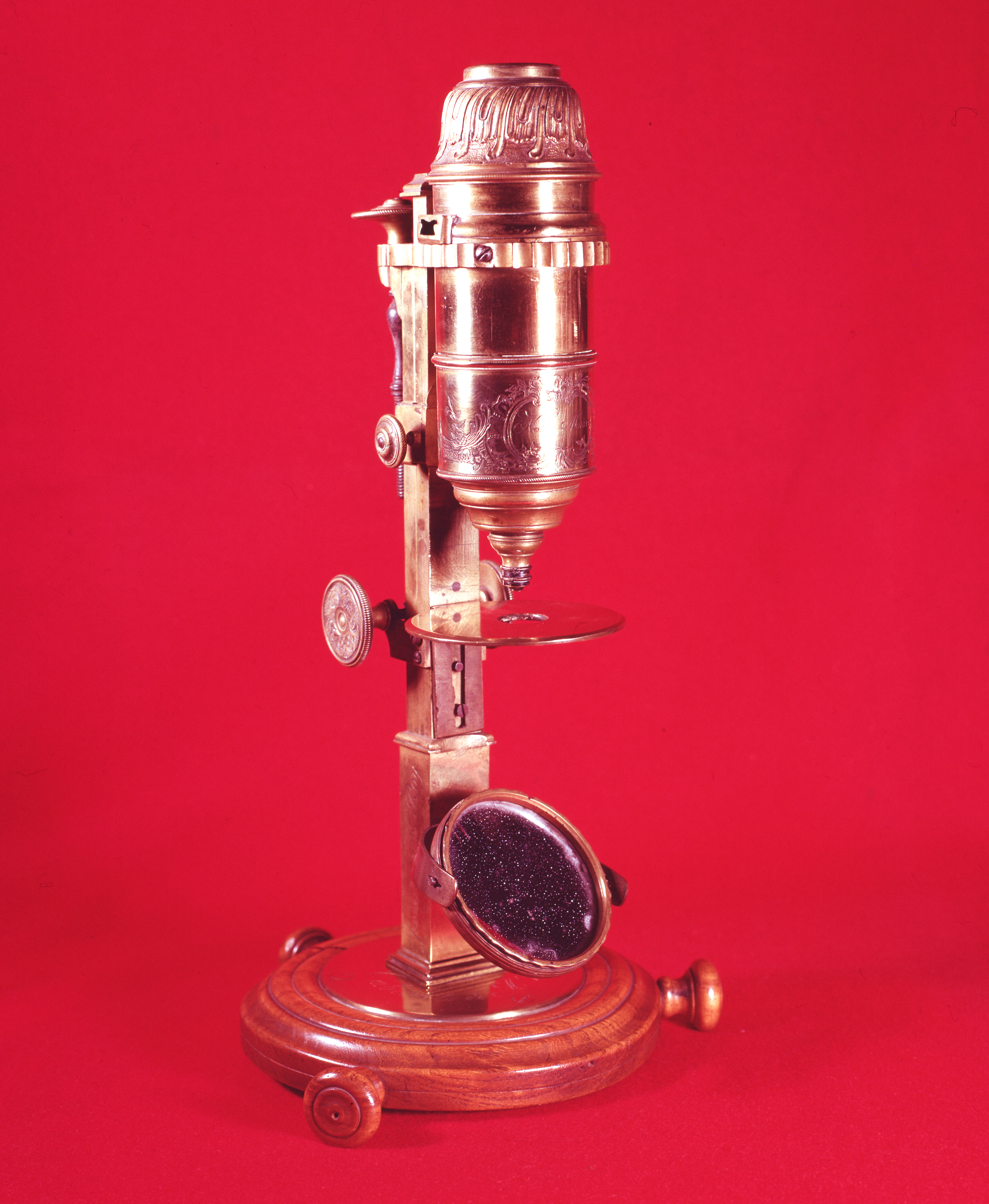
Microscope de Buffon, réalisé par Chapotot, gravé par Humbert en 1758. Il lui a été offert par ses élèves.

À Montbard, Buffon habite la maison paternelle, qu'il agrandit pour en faire un hôtel spacieux et confortable, l'hôtel de Buffon. De même qu'à Paris, il agrandit son domaine par des annexions de droit seigneurial, prenant terres, ruines et château, au grand dam des mairies de Buffon et de Montbard qui entreront en procédure. Il est cependant un seigneur bon et généreux, n'hésitant pas à offrir bien des dons et des aides à sa commune. Certes il ne ménage pas ses créanciers, faisant valoir tous ses droits et privilèges de noble personne, faisant monter son patrimoine à plus de 1 000 hectares et son revenu à près de 80 000 livres par an, sans les recettes de son œuvre littéraire. Scrupuleux, il écrira : « Depuis trente ans, j'ai mis un si grand ordre dans l'emploi de ma fortune et dans celui de mon temps, que j'ai toujours de l'argent en réserve et du temps à donner à mes amis ».
Âgé de 45 ans, il se marie à Fontaines-en-Duesmois, le 22 septembre 1752 à Marie-Françoise de Saint-Belin Malain, jeune femme de 20 ans, née le 11 juillet 1732. Issue d'une famille de grande noblesse ruinée, cette femme voue une grande affection à son mari qui l'a arrachée au couvent des Ursulines que dirigeait sa sœur Jeanne Leclerc de Buffon, même s'il n'est pas d'une extrême fidélité. Elle meurt en 1769 à la suite d'une mauvaise chute de cheval. Ils eurent une fille Marie-Henriette Leclerc de Buffon (née le 25 mai 1758, morte le 14 octobre 1759) et un fils, Georges Louis Marie, surnommé « le Buffonet » par Rivarol, qui meurt sur l'échafaud révolutionnaire comme « ci-devant » en l'an II (1794), sans postérité. En outre, Buffon abrite, entre 1770 et 1775, son père, veuf pour la seconde fois et avec qui les rapports sont toujours aussi difficiles, et il accueille régulièrement ses demi-frères et sœurs, Pierre, le « chevalier de Buffon », et Antoinette, épouse de Benjamin Edme Nadault des Berges, conseiller au parlement de Bourgogne. Buffon reçoit régulièrement familiers ou visiteurs, parmi lesquels Jean-Jacques Rousseau, Claude-Adrien Helvétius, Marie Jean Hérault de Séchelles, Georges Louis Daubenton, maire de Montbard, et Philippe Guéneau.
L'hôtel est gouverné par Marie Blesseau, paysanne ignare, qui fut probablement très proche du comte, à la tête d'une dizaine de domestiques. Buffon possède en outre un secrétaire particulier, d'abord Trécourt puis Humbert-Bazile, et un chapelain, le père Ignace Bougot, Buffon devenant peu à peu déiste. Buffon a un emploi du temps bien réglé : lever vers huit heures, réveillé par son domestique Joseph (auquel Buffon avait promis un écu à chaque fois qu'il le ferait lever à l'heure, en général cinq heures du matin, écu gagné une seule fois, à coup de seaux d'eau froide ; Buffon déclara : « Je dois à Joseph trois ou quatre tomes de l'Histoire naturelle »), travail et rédaction quatre ou cinq heures avec son secrétaire, déjeune de 14 à 16 heures le plantureux repas de son excellent cuisinier Guéneau (ce qui lui vaudra de furieuses crises de gravelle), sieste puis promenade, travail de nouveau à partir de 17 heures, en administration et gestion, pas de dîner, court passage au salon s'il y a des invités, puis coucher vers 22 heures.

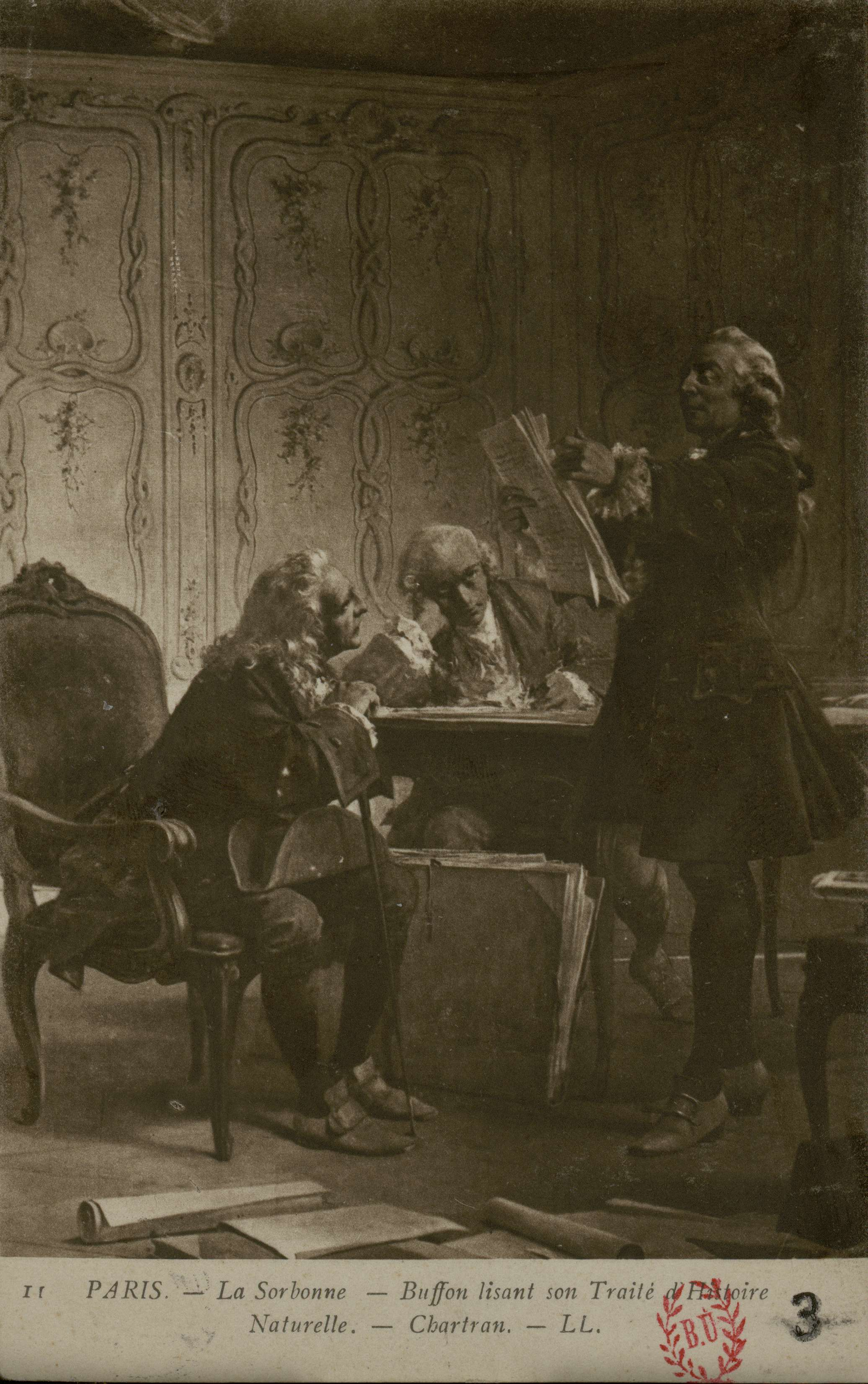
Carte postale de Théobald Chartran, Buffon lisant son traité d'histoire naturelle (Bibliothèque interuniversitaire de la Sorbonne, NuBIS).

Mais Buffon reste avant tout un auteur naturaliste : qu'il soit à Paris ou à Montbard (où il se retire chaque année durant huit mois), c'est son Histoire Naturelle qui lui prend tout son temps. Trente-cinq tomes paraîtront avant sa mort. À Montbard, il entretient des volières et élève en semi-liberté quelques animaux (loup, renard, blaireau), qui lui fourniront de la documentation pour son étude et seront parfois de malheureux sujets d'expériences. La légende rapportée par des pamphlets le représentent myope, réglant minutieusement les heures de sa journée, dédaignant le laboratoire pour le cabinet et portant pour écrire un jabot et des manchettes de dentelles. Il affectionne une magnifique pépinière, sujet d'étude et prétexte à générosité (sur ordre royal un quota de fruits doit être distribué aux pauvres). En outre, il observe la nature et, sans le savoir, pose les bases de l'écologie : il note l'importance de certaines espèces dans la chaîne alimentaire, ou remarque le rôle des oiseaux dans la dispersion des graines d'arbres. En 1747, fasciné par le rapport entre la lumière et la chaleur, il prouvera au château de la Muette, en présence du roi, lors d'une véritable exhibition, la réalité des miroirs ardents d'Archimède devant un public composé de « gens de qualité ». En 1752, il vérifie les hypothèses de Benjamin Franklin sur la foudre et l'électricité en installant un paratonnerre sur la plus haute tour restant du château des Ducs de Bourgogne, la Tour de l'Aubépin. Il gère aussi une forge.
En 1768 Buffon transféra sa bibliothèque, autrefois dans la tour Saint-Louis, sur la terrasse supérieure du parc créé par destruction du château ducal, et créa un laboratoire de chimie au Petit Fontenet à une époque où il réorientait son activité intellectuelle, abandonnant quadrupèdes et oiseaux pour l'étude de la minéralogie, de la métallurgie (construction de la Grande Forge à Buffon, rédaction des Époques de la Nature), de la chimie et des traitements des bois. Son activité permet de le considérer comme un des premiers créateurs avec Réaumur de la science des matériaux.
Il devient comte de Buffon en 1773. En 1776, Louis XVI commande une statue de lui au sculpteur Augustin Pajou ; elle présente l'inscription Majestati Naturæ par ingenium (« un génie égal à la majesté de la Nature »). Il meurt en 1788, d'une ultime crise de gravelle, quelques mois avant le début de la Révolution française.
Mort au Jardin du Roy le 15 avril 1788, il est enterré dans une chapelle adjacente à l'église de Sainte-Urse de Montbard le 20 avril suivant; pendant la Révolution française, sa tombe a été profanée et le plomb qui recouvrait le cercueil a été utilisé pour produire des balles. Son corps a été initialement conservé par Suzanne Necker (épouse de Jacques Necker). Les ossements de Buffon ont été replacés dans la chapelle le 4 mai 1973. Aujourd'hui le cervelet de Buffon est conservé dans la base de la statue que Louis XVI avait commandée en son honneur en 1776 à Pajou, actuellement située sur la montée des escaliers monumentaux de la grande galerie de l'Évolution, à Paris.
Georges Louis Leclerc était devenu comte de Buffon, seigneur de Montbard, marquis de Rougemont, vicomte de Quincy, seigneur de la Mairie, les Harens, les Berges et autres lieux, intendant du Cabinet d'histoire naturelle du Roi, membre de l'Académie française, trésorier perpétuel de l'Académie des sciences, membre des académies de Berlin, Londres, Saint-Pétersbourg, Florence, Bologne, Édimbourg et Philadelphie.
En 1865, Michel-Eugène Chevreul, qui avait une grande admiration pour Buffon, organise un hommage à ce dernier et inaugure à Montbard une statue de bronze du célèbre naturaliste due au sculpteur Jacques-Edme Dumont.

### Buffon industriel

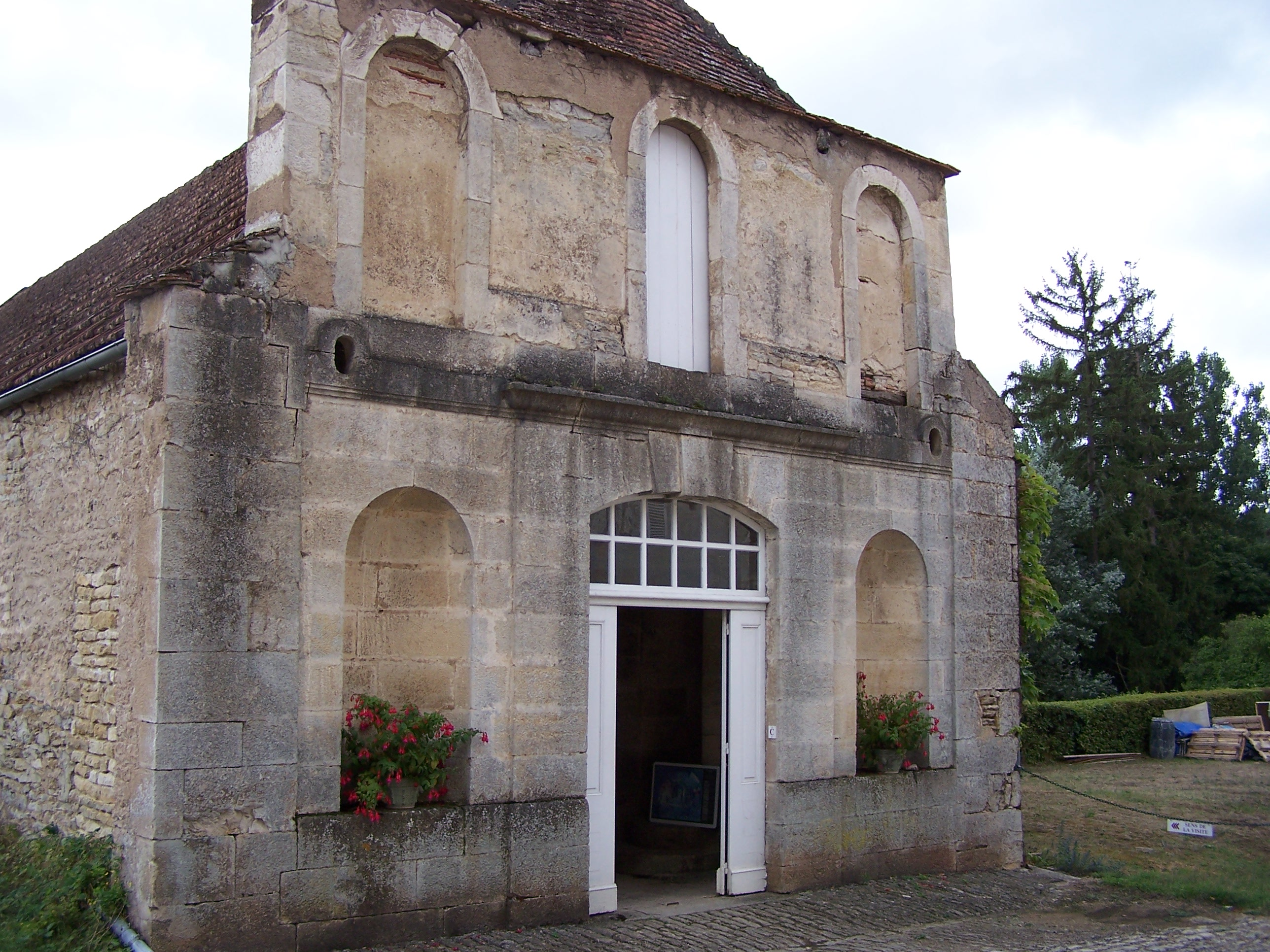
Entrée des forges.

Parallèlement à son œuvre scientifique, Buffon construit, en bordure du canal de Bourgogne, à quelques kilomètres de Montbard, des forges qui subsistent et sont encore visitées aujourd'hui. Après avoir effectué de nombreuses expériences dans la forge d'Aisy-sur-Armançon et au Petit Fontenet, il édifie sur ses terres, entre 1768 et 1772, ses propres forges, conseillé par des maîtres de forge parmi les plus réputés. Elles lui permettent de mettre en valeur les ressources en bois et en minerais de ses terres.
Ce site peut être considéré comme une des premières usines intégrées : les lieux sont aménagés pour optimiser les étapes de la fabrication. Par ailleurs, des ouvriers sont logés sur le site, et ont accès à un potager, à une boulangerie et à une chapelle. L'accès au haut-fourneau se fait par un escalier monumental, qui permettait aux invités de marque d'admirer les coulées de métal en fusion.
Animées par l'Armançon, des roues à aubes apportent la force hydraulique nécessaire aux machines, comme les soufflets, les marteaux, le bocard et le patouillet. C'est dans ces forges qu'il aurait souhaité fabriquer les nouvelles grilles du Jardin des plantes, alors qu'il en est l'intendant. Son expérience en sylviculture et en métallurgie l'aident dans la rédaction des Suppléments de l'Histoire naturelle.
La forge produisait des ferronneries et des rampes d'escaliers, et elle était avant tout son laboratoire, où il étudiait, pour la Marine, l'amélioration des canons, et, pour lui-même, les effets de la chaleur obscure, les phénomènes de refroidissement, et, les résultats de ses recherches alimenteront son œuvre scientifique, notamment au sujet de la création et de l'âge de la Terre.
Accaparé par son travail personnel, il en confie la gestion à Chesneau de Lauberdières, en 1777 : celui-ci pille alors les forêts environnantes et s'enfuit avec les finances, en 1785. Buffon doit alors reprendre la forge, bien mal en point, et elle sera finalement vendue, en 1791.
Toujours à court d'argent pour financer ses projets industriels et scientifiques, il a de nombreux démêlés avec ses bailleurs de fonds, en particulier avec la famille Baboin, soyeux de Lyon, qui lui intentent un procès pour obtenir le remboursement de leurs créances. Il se plaint à ce sujet de son banquier dans une lettre du 15 juillet 1781. Il se venge d'eux dans la rédaction de l'Histoire naturelle, en jouant sur la ressemblance du mot de vieux français « babine » avec le nom de ses adversaires, et donne au singe cynocéphale le nom de « babouin » qu'on lui connaît encore aujourd'hui. Il fait d'ailleurs dans son ouvrage une description abominable de cet animal. Toutefois, le mot babouin désigne un singe dès le milieu du XIIIe siècle.

## Œuvre
Le premier ouvrage de Buffon fut en 1735 une traduction de l'anglais.

« C'est par des expériences fines, raisonnées et suivies, que l'on force la nature à découvrir son secret ; toutes les autres méthodes n'ont jamais réussi... Les recueils d'expériences et d'observations sont donc les seuls livres qui puissent augmenter nos connaissances. »

— Préface de Buffon à sa traduction de la Statique des végétaux de Stephen Hales.
Buffon a traduit en outre la Théorie des fluxions d'Isaac Newton et il a composé des mémoires. Dans son Discours sur le style, qu'il prononça pour sa réception à l'Académie française, il écrit : « Le style est l'homme même ».

### L'Histoire naturelle

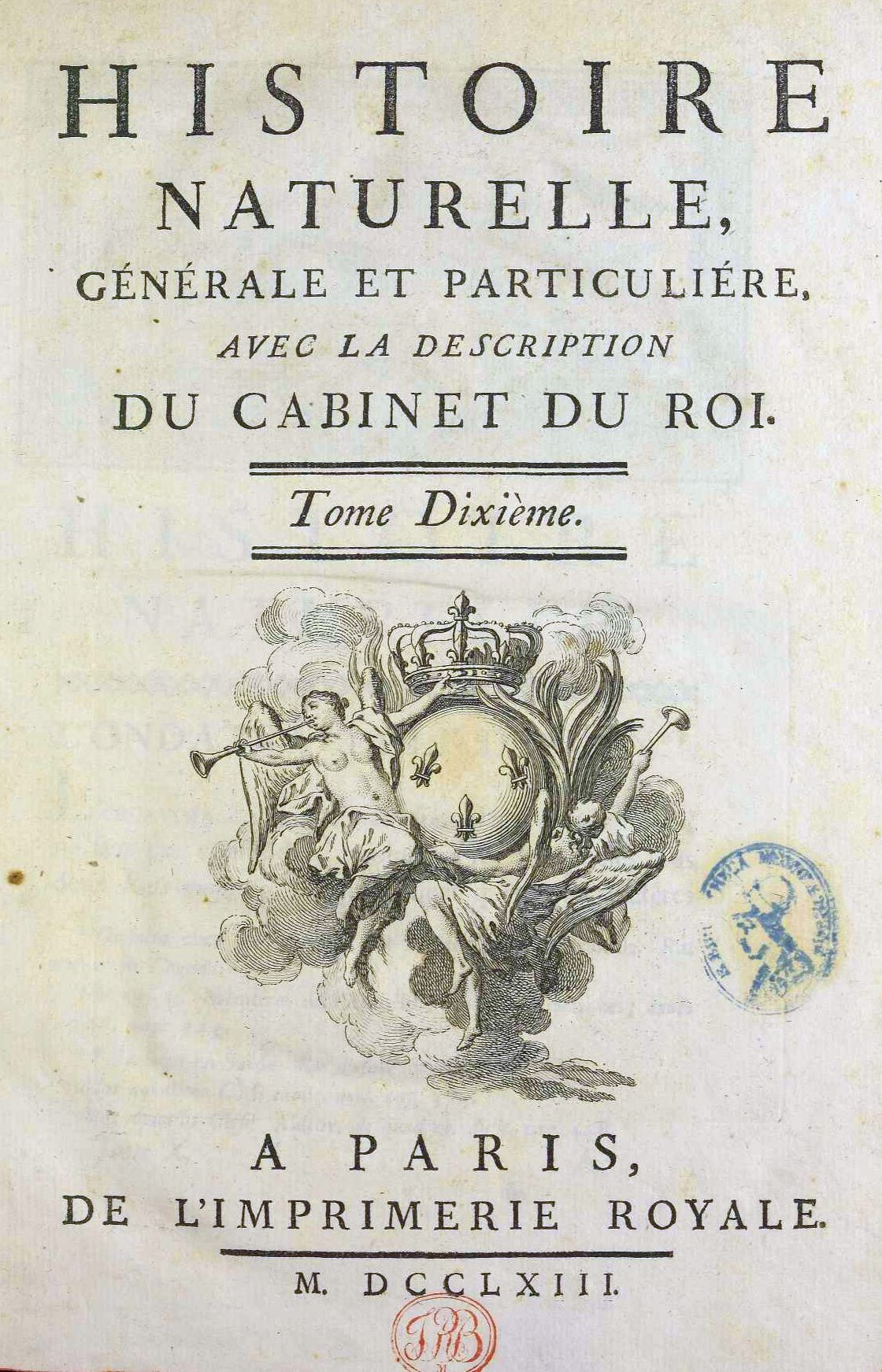
Page de titre de lHistoire naturelle, générale et particuliére (sic), tome dixième, 1763.

Buffon est surtout célèbre pour son œuvre majeure, l'Histoire naturelle, générale et particulière, avec la description du Cabinet du Roy, en 36 volumes parus de 1749 à 1789, plus huit autres après sa mort, grâce à Lacépède. Il y a inclus tout le savoir de l'époque dans le domaine des sciences naturelles. C'est dans cet ouvrage qu'il relève les ressemblances entre l'homme et le singe. L'attention que Buffon accorde à l'anatomie interne le place parmi les précurseurs de l'anatomie comparative. « L'intérieur, dans les êtres vivants, est le fond du dessin de la nature » écrit-il dans ...les Quadrupèdes.
L'Histoire naturelle, qui devait embrasser tous les règnes de la nature, ne comprend que les minéraux et une partie des animaux (quadrupèdes et oiseaux). Elle est accompagnée d'une Théorie de la Terre, de Discours en forme d'introduction, et de suppléments parmi lesquels se trouvent les Époques de la nature, un des plus beaux ouvrages de l'auteur.
Parmi ses collaborateurs, il faut citer, pour les quadrupèdes, Louis Jean-Marie Daubenton, qui se chargea de la partie des descriptions anatomiques, remplacé plus tard, pour les oiseaux, par Philippe Guéneau de Montbeillard, auquel s'adjoignent, à partir de 1767, Barthélemy Faujas de Saint-Fond, l'abbé Gabriel Bexon et Charles-Nicolas-Sigisbert Sonnini de Manoncourt.
Buffon attachait beaucoup d'importance aux illustrations, qui furent assurées par Jacques de Sève pour les quadrupèdes et François-Nicolas Martinet pour les oiseaux. Près de 2 000 planches parsèment en effet l'œuvre, représentant les animaux avec un fort souci esthétique et anatomique, dans des décors oniriques et mythologiques.
Son Histoire naturelle connut un succès immense, presque aussi important que celui de l'Encyclopédie de Diderot, qui parut à la même époque. Les deux premiers volumes, Théorie de la terre et Histoire naturelle de l'homme, connurent trois rééditions successives en six semaines. L'ouvrage fut traduit rapidement en anglais, puis en allemand (1750-1754), en néerlandais (1775), en espagnol (1785-1791). On en fit quelques éditions abrégées à partir de 1799, plus nombreuses, pour les enfants, au XIXe siècle.
L'ouvrage connaît cependant bien des détracteurs : Buffon se voit reprocher son style ampoulé et emphatique, qui n'est pas adapté à un traité scientifique, et surtout un trop grand anthropomorphisme. Parmi ses détracteurs, figurent : d'Alembert, Condillac, Condorcet, La Harpe, Réaumur et Voltaire. Ce dernier faisait allusion à Buffon dans ce vers de la satire Les Deux Siècles : « Dans un style ampoulé parlez-moi de physique ».
Voltaire a pu répondre de « l'Histoire naturelle ? — Pas si naturelle que cela,, ! »
Longtemps profondément respectueux l'un de l'autre, Voltaire et lui se sont finalement disputés sur la question des fossiles, indices restant de l'histoire de la formation de la Terre. Jusqu'à ce que Voltaire accepte de faire amende honorable et d'abandonner sa thèse car il ne voulait pas « rester brouillé avec Monsieur de Buffon pour des coquilles ».
Cette encyclopédie est découpée en 36 volumes :
- trois volumes en 1749 : De la manière d'étudier l'histoire naturelle suivi de la Théorie de la Terre, Histoire générale des animaux et Histoire naturelle de l'homme ;
- douze volumes sur les quadrupèdes (de 1753 à 1767) ;
- neuf volumes sur les oiseaux (de 1770 à 1783) ;
- cinq volumes sur les minéraux (de 1783 à 1788), le dernier contient le Traité de l'aimant, dernier ouvrage publié du vivant de Buffon ;
- sept volumes de suppléments (de 1774 à 1789), dont les Époques de la nature (à partir de 1778).

L'Histoire naturelle est imprimée d'abord à l'Imprimerie royale en 36 volumes (1749-1789). Buffon rachète ensuite — en 1764 — les droits de son œuvre. Elle est continuée par Lacépède, qui décrit les quadrupèdes ovipares, les serpents, les poissons, les cétacés en 8 volumes (1788-1804). On a depuis réimprimé bien des fois Buffon et ses Suites.

#### Rapport à l’Encyclopédie
Son Histoire naturelle est souvent comparée à l'Encyclopédie ou Dictionnaire raisonné des sciences, des arts et des métiers, sur le principe de la diffusion du savoir lié à l'époque des Lumières, mais surtout en matière de notoriété et de nombre d'exemplaires imprimés.
Pourtant, les deux ouvrages très dissemblables sont loin d'être en concurrence, et Buffon avait d'abord accepté de participer à l'Encyclopédie. Il finit néanmoins par y renoncer.
Il devait participer aux articles de sciences, et en particulier ceux concernant l'histoire naturelle qui ont finalement été attribués à Daubenton, un grand précurseur de l'anatomie comparée. L'influence réciproque de ces deux scientifiques originaires de Montbard est grande, puisque, avant de se fâcher, ils travaillèrent ensemble, notamment pendant dix ans à la mise à jour de l’Histoire naturelle des animaux.

### Les théories scientifiques de Buffon
Buffon est un penseur qui a embrassé tous les domaines de l'histoire naturelle. Tous ses écrits y sont rattachés, même le Discours sur le style dans les Suppléments. Ses théories, parfois erronées, sont fondées sur l'observation et l'expérience, souvent opposées aux idées générales de son temps. En outre, il étale ses réflexions sur près de cinquante ans, ce qui l'amène, de temps à autre, à se contredire lui-même, bien que sa ligne de pensée reste inchangée.
- L'étude de l'histoire naturelle : Pour Buffon, il ne s'agit ni de raisonner purement dans l'abstrait, ni d'accumuler les faits sans raisonner. Il faut accumuler observations et expériences, et en tirer des conclusions qui permettent de « s'élever à quelque chose de plus grand et plus digne ». Il est nécessaire, pour un naturaliste, non seulement d'être d'un esprit minutieux attachant de l'importance à chaque détail, mais aussi de pouvoir embrasser une vue d'ensemble. Il récuse en outre l'intervention de vues religieuses (il sépare la recherche de la croyance, bien qu'évoluant lui-même vers une foi plus profonde), des réflexions métaphysiques et des mathématiques, inaptes à traduire le concret, bien qu'il fût lui-même un mathématicien parmi les plus doués.
- Histoire de la Terre : depuis Descartes, Buffon est le seul à évoquer la naissance de l'Univers et de la Terre. Ses observations sur des couches de calcaire de plusieurs kilomètres lui firent comprendre qu'elles étaient le résultat de la sédimentation du fond des mers : il recule alors l'âge de six mille ans établi par les textes bibliques pour la création de la Terre, à plus de cent mille ans. Il va même jusqu'à l'établir à trois millions d'années, avant de revenir à un âge moins élevé. Il distingue ensuite plusieurs périodes, selon une évolution linéaire contre le « catastrophisme » de Cuvier, considérant le temps comme « grand ouvrier de la Nature » : la planète est d'abord un globe en fusion (première période), qui en se refroidissant forme des rides, le relief (deuxième période), puis les eaux recouvrent la quasi-totalité des terres (troisième période), et dans cet océan primitif, se forment les premiers animaux (quatrième période), d'après les coquillages retrouvés dans les montagnes des Alpes ; les volcans fissurent ensuite l'écorce terrestre, où s'engloutissent les eaux, et la vie se développe ainsi sur les terres émergées, partant du nord vers le sud (cinquième période) ; les continents se disloquent et deviennent tels qu'on les connaît aujourd'hui (sixième période) ; et enfin, l'homme apparaît (septième période). Buffon connaît l'existence d'espèces disparues : les mammouths, les rhinocéros d'Europe. Et si sa cosmogonie comporte bien des erreurs, il reste un des fondateurs de la géologie moderne, et certaines de ses suppositions ont inspiré l'hypothèse de la dérive des continents.
- L'homme : Buffon place l'homme au cœur du règne animal, et même s'il convient qu'il ne faut pas s'arrêter à l'aspect extérieur, l'homme ayant une âme douée de raison qui le place au sommet de la création, il affirme que l'homme est semblable aux animaux par sa physiologie. Par son érudition, il fracasse bien des préjugés : il avance qu'il existe autant de variétés d'hommes noirs que d'hommes blancs et qu'il n'existe qu'une seule espèce humaine, et non plusieurs. Il imagine l'expérience consistant à envoyer au Danemark des familles du Sénégal sans leur permettre de se croiser avec les blancs ; selon lui, c'est par ce moyen qu'on pourrait savoir combien il faudrait de temps « pour réintégrer à cet égard la nature de l'homme » ; ce qui suggère clairement comme il l'écrit du reste que cette nature première est blanche[50]. Il en conclut que les variétés humaines sont issues d'une souche initiale qui s'est adaptée, selon les milieux qu'elles habitent. Il est persuadé de la supériorité de la race blanche, tout en ayant l'intuition que les races sont soumises à l'évolution[51].
- Les animaux : c'est la plus grande partie de son œuvre, face aux quelques livres sur les minéraux et sur les végétaux qu'il n'a pas eu le temps de rédiger. Certes, il n'a pas pu voir toutes les espèces dont il parle, mais il dispose de comptes rendus de zoologistes et de voyageurs. Il développe pour chaque animal une fiche détaillée : description générale, illustration, description anatomique. Il lie en outre les espèces entre elles et remarque le lien entre organes et fonction : les carnivores ont des griffes et des dents tranchantes, les herbivores des sabots et des dents plates… Il use régulièrement de l'anatomie comparée, comparant le sabot d'un cheval et la main humaine. Il établit une hiérarchie dans les caractères qui rapprochent les animaux : le système nerveux prime sur le tube digestif. Il rapproche les espèces de différents continents, qui ont varié différemment. En substance, il adopte une nouvelle manière de voir et d'étudier la zoologie. Et si sa volonté de ne pas classer les animaux selon leurs différents critères biologiques, mais selon une suite logique qui part de l'homme, entraîne un anthropomorphisme ombrageux, il reste un des précurseurs du transformisme[52], avec sa théorie pessimiste de la dégénération, éloignée de l'évolution de Darwin : il pense que toutes les espèces actuelles sont issues du lot initial, et certaines ont ensuite dégénéré : par exemple, le cheval serait devenu âne. La dégénération n'est pas exactement identique à la dégénérescence en ceci qu'elle est réversible : si on replaçait l'animal dégénéré dans un environnement favorable, il reprendrait, au fil de plusieurs générations, son aspect normal. La dégénération n'atteindrait donc pas l'essence même de l'être vivant en question.

### Rôle et portée de son œuvre
Surtout depuis son discours d'académicien, on s'accorde universellement à regarder les écrits de Buffon comme un modèle de style ; on reconnaît aussi qu'il a fidèlement décrit les mœurs et les traits caractéristiques des animaux, qu'il a fait faire à l'histoire naturelle des progrès, tant par son point de vue novateur que par la multitude de ses recherches, et qu'il a rendu d'immenses services en rassemblant une foule de matériaux épars, et en propageant en France le goût pour l'étude de la nature.
Buffon est un des premiers vulgarisateurs scientifiques et un vrai patron d'entreprise éditoriale à succès. Il écrit pour les femmes, ne veut jamais déplaire, préfère souvent le style et l'anecdote à la contribution scientifique solide : son entrain ? Son modèle ? Peut-être les discussions à bâtons rompus qu'il avait en se promenant dans ses forêts à Montbard, avec Jean Nadault, fin connaisseur de la nature et de ses « histoires ». Un grand amateur de Buffon, Sainte-Beuve, est sensible à cet art de la mise en scène : « Où étiez-vous, disait Dieu à Job, lorsque je jetais les fondements de la terre ? M. de Buffon semble nous dire sans s'émouvoir : J'étais là ! ».
Herault de Séchelles rapporte que Buffon lui aurait confié qu'il n'y avait que cinq vrais génies : Newton, Bacon, Leibniz, Montesquieu et… lui-même ! Plus modestement, il aurait cependant déclaré : « Le génie n’est qu’une plus grande aptitude à la patience ». Dans son Discours sur le style, il précise également : « Pour peu que le sujet soit vaste ou compliqué, il est bien rare qu' on puisse l'embrasser d' un coup d’œil, ou le pénétrer en entier d'un seul et premier effort de génie ; et il est rare encore qu'après bien des réflexions on en saisisse tous les rapports ».
Grand admirateur de Buffon, Honoré de Balzac le cite comme « un des plus beaux génies en histoire naturelle ». Et il se réclame de lui pour illustrer le système scientifique qu'il a appliqué dans La Comédie humaine, à savoir la sociologie conçue sur le modèle de la zoologie : « Si Buffon a fait un magnifique ouvrage en essayant de représenter dans un livre l'ensemble de la zoologie, n'y avait-il pas une œuvre de ce genre à faire pour la société ? »
Mais, malgré son retentissement, et le rôle qu'elle joue dans la diffusion des connaissances scientifiques, l'œuvre souffre de plusieurs lacunes. Tout d'abord, Buffon n'est pas un systématicien, ce qui le conduit à présenter les groupes de façon rudimentaire. Il s'attarde notamment sur les espèces les plus connues, et ne mentionne guère les autres qu'au passage. On lui reproche d'avoir dédaigné, ou même proscrit, les classifications scientifiques, sans lesquelles il n'y a pourtant ni ordre ni clarté. Il n'est pas un observateur très fiable, ce qui le conduit à de nombreuses erreurs comme de confondre l'engoulevent et l'hirondelle (de nuit), ou prétendre que les martinets sont « eux aussi, de véritables hirondelles, et à bien des égards, plus hirondelles que les hirondelles elles-mêmes ». Buffon et ses collaborateurs copient les œuvres de leurs prédécesseurs, d'Aristote à Pline, de Belon à Gessner. Certes, des informations nouvelles, venant souvent de correspondants lointains, leur fournissent des observations souvent inédites. Enfin, les auteurs privilégient des formulations propres à attirer un public de néophytes. Toujours afin de plaire, les espèces peu chéries sont ignorées et les sujets les plus propres à plaire sont préférés, comme les amours chez les oiseaux, dont le public était toujours friand.
On lui reproche aussi d'avoir avancé des hypothèses personnelles hasardeuses, et vite nébuleuses, notamment dans ses Époques de la nature : c'est ainsi qu'il suppose que la Terre a été détachée du Soleil par le choc d'une comète, qu'il explique la génération des êtres vivants par la superposition de molécules organiques et de moules intérieurs ; qu'il attribue aux animaux un sens intérieur matériel, hypothèse plus inintelligible encore que le mécanisme auquel Descartes avait recouru. Ceci faillit lui attirer une censure que le P. Legrand contribua à lui éviter, en contrepartie d'une rétractation de l'auteur.
En définitive, sa principale qualité a été de rendre populaire l'étude scientifique, un peu comme l'a fait, à la même époque, le Spectacle de la nature de l'abbé Pluche. Georges Cuvier, pour ne citer que lui, se passionnera pour l'histoire naturelle à la suite de la lecture de Buffon,,.
Son Histoire naturelle fut aussi une source d'inspiration pour les peintres de la manufacture de Sèvres, donnant naissance à des services de porcelaine dits « Buffon ». Le nom des différentes espèces, fidèlement reproduites, est inscrit au revers de chaque pièce. Plusieurs « services Buffon » furent produits sous le règne de Louis XVI ; le premier fut destiné au comte d'Artois, en 1782.
Buffon a été encensé au XVIIIe siècle, mais les naturalistes du XIXe siècle critiquent fortement ses lacunes. Son considérable apport scientifique est cependant remis en lumière lors du bicentenaire de sa mort et la publication de l'ouvrage de son biographe principal Jacques Roger en 1989,. En 2024, Jason Roberts explore son travail de pionnier dans Every Living Thing.
Charles Darwin s'étant mis à lire Buffon après la publication de The Origin of species (1859) est sidéré d'y trouver certaines de ses propres idées exprimées un siècle plus tôt : « Whole pages [of his book] are laughably like mine » écrit-il en réponse à T. H. Huxley en 1865, qui lui avait signalé cet ouvrage. Dans les éditions subséquentes de son livre, il mentionnera Buffon comme l'une des rares personnes qui ait compris avant lui le principe de l'évolution des espèces.

### Buffon et l'Église
Pour ses théories sur la formation de l'univers et sur l'évolution de la Terre et du vivant, Buffon a failli être condamné, mais il protesta de sa foi intacte et la Sorbonne finit par abandonner les poursuites en avril 1781, en contrepartie d'une vague promesse de contrition.
Prudent, ayant trop à perdre pour un homme toujours si bien en cour, Buffon préfère se rétracter plutôt que de solliciter l'appui de ses protecteurs dans un conflit qui aurait pu tourner en sa défaveur, dans lequel ses protecteurs auraient pu l'abandonner. Il s'inspira plutôt de sa formule, paraphrasant Ovide, puis Montaigne : la spécificité de l'homme est qu'il marche « la tête haute levée vers le ciel ».
Même Voltaire qui le respectait hautement ne partageait pas toutes ses opinions scientifiques sur ces sujets et avait fini par se chamailler avec lui. Condorcet eut à tourner l'éloge de Buffon ; il le fit de façon telle que « sans se déshonorer aux yeux des gens instruits », il réussisse « à ne pas trop déplaire aux admirateurs ».

### L'aiguille de Buffon
L'aiguille de Buffon est une expérience de probabilité, qui permet de déterminer expérimentalement la valeur du nombre π, en lançant une aiguille sur un parquet : on dispose d'un réseau de lignes parallèles, séparées par une distance prise pour unité de longueur, et d'une aiguille dont la longueur est k < 1 ; si on laisse tomber l'aiguille sur le réseau, la probabilité qu'elle chevauche une ligne est 2k/π ; en répétant l'expérience un grand nombre de fois, le rapport entre le nombre de fois où l'aiguille chevauche une ligne et le nombre total de lancers se rapproche de ce quotient, et on peut en tirer une approximation de π. La méthode de Monte-Carlo est une généralisation de la méthode de l'aiguille de Buffon à n'importe quel procédé aléatoire.

### Liste des œuvres

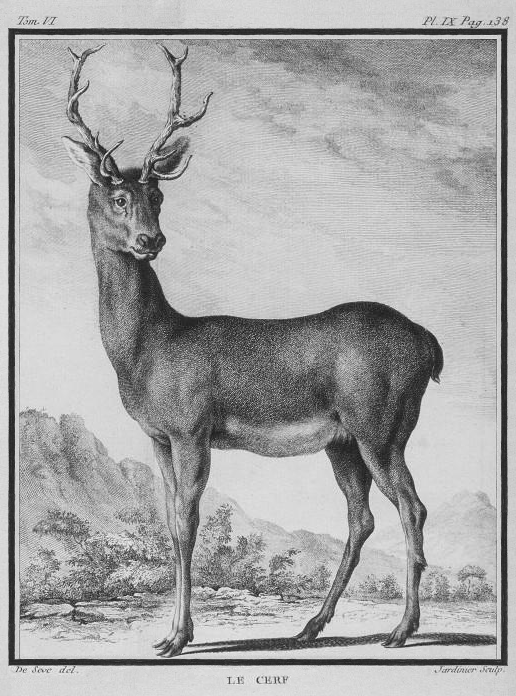
Le Cerf, illustration de Jacques de Sève pour lHistoire naturelle, générale et particulière.

- Histoire naturelle, générale et particulière, avec la description du Cabinet du Roy, comprenant :
  - De la manière d'étudier l'histoire naturelle, suivi de la Théorie de la Terre, 1749 ;
  - Histoire générale des animaux, 1749 ;
  - Histoire naturelle de l'homme, 1749 ;
  - Les quadrupèdes, 1753-1767 ;
  - Histoire naturelle des oiseaux, 1770-1783 ;
  - Histoire naturelle des minéraux, 1783-1788, contenant le Traité de l'aimant et de ses usages ;
  - Les suppléments, 1774-1789, dont les Époques de la nature (numérisation : Linda Hall Library), à partir de 1778 ;
- Discours sur le style, discours prononcé à l'Académie française le jour de sa réception, le 25 août 1753.
- Mémoires de mathématique et de physique, tirés des registres de l'Académie royale des sciences :
  - De la cause de l'excentricité des couches ligneuses qu'on aperçoit quand on coupe horizontalement le Tronc d'un Arbre ; de l'inégalité d'épaisseur, & du différent nombre de ces couches, tant dans le bois formé que dans l'aubier, 1737 ;
  - Des différents effets que produisent sur les Végétaux, les grandes gelées d'Hiver & les petites gelées du Printemp, 1737 ;
  - Moyen facile d'augmenter la solidité, la force et la durée du bois, 1738 ;
  - Mémoire sur la conservation et le rétablissement des forests, 1739 ;
  - Expériences sur la force du bois, 1740 ;
  - Expériences sur la force du bois, 1741 ;
  - Dissertation sur les couleurs accidentelles, 1743 ;
  - Mémoire sur la culture des forests, 1745 ;
  - Réflexions sur la loi de l'attraction, 1745 ;
  - Addition au mémoire qui a pour titre : Réflexions sur la Loi de l'Attraction, 1745 ;
  - Seconde Addition au Mémoire qui a pour titre : Réflexions sur la Loi de l'Attraction, 1745 ;
  - Invention des miroirs ardens, pour brusler à une grande distance, 1747 ;
  - Découverte de la liqueur séminale dans les femelles vivipares et du réservoir qui la contient, 1748 ;
  - Nouvelle invention de miroirs ardens, 1748.
- Traductions :
  - Stephan Hales, Statique des végétaux, 1735 ;
  - Isaac Newton, La Méthode des fluxions et des suites infinies, 1740 ;
  - La méthode du cerveau (de Bourbong Gilles).

#### Œuvres en ligne
- Discours sur le style, discours prononcé à l'Académie française le jour de sa réception, 25 août 1753 (lire en ligne)

- Histoire naturelle, générale et particuliére, t. 1, Paris, Imprimerie Royale, 1749 (lire en ligne)
- Histoire naturelle, générale et particuliére, t. 2, Paris, Imprimerie Royale, 1749 (lire en ligne)
- Histoire naturelle, générale et particuliére, t. 3, Paris, Imprimerie Royale, 1749 (lire en ligne)
- Histoire naturelle, générale et particuliére, t. 4, Paris, Imprimerie Royale, 1753 (lire en ligne)
- Histoire naturelle, générale et particuliére, t. 5, Paris, Imprimerie Royale, 1755 (lire en ligne)
- Histoire naturelle, générale et particuliére, t. 5, suppl., Paris, Imprimerie Royale, 1778 (lire en ligne)
- Histoire naturelle, générale et particuliére, t. 6, Paris, Imprimerie Royale, 1756 (lire en ligne)
- Histoire naturelle, générale et particuliére, t. 7, Paris, Imprimerie Royale, 1758 (lire en ligne)
- Histoire naturelle, générale et particuliére, t. 8, Paris, Imprimerie Royale, 1760 (lire en ligne)
- Histoire naturelle, générale et particuliére, t. 9, Paris, Imprimerie Royale, 1761 (lire en ligne)
- Histoire naturelle, générale et particuliére, t. 10, Paris, Imprimerie Royale, 1763 (lire en ligne)
- Histoire naturelle, générale et particuliére, t. 11, Paris, Imprimerie Royale, 1754 (lire en ligne)
- Histoire naturelle, générale et particuliére, t. 12, Paris, Imprimerie Royale, 1764 (lire en ligne)
- Histoire naturelle, générale et particuliére, t. 13, Paris, Imprimerie Royale, 1765 (lire en ligne)
- Histoire naturelle, générale et particuliére, t. 14, Paris, Imprimerie Royale, 1766 (lire en ligne)
- Histoire naturelle, générale et particuliére, t. 15, Paris, Imprimerie Royale, 1767 (lire en ligne)
- Buffon et l'histoire naturelle : l'édition en ligne, site édité par Pietro Corsi (université d'Oxford) et Thierry Hoquet (université Paris-X) et réalisé par le Centre de recherche en histoire des sciences et des techniques (CNRS/Cité des sciences et de l'industrie) contenant : l'intégralité de l'Histoire naturelle de Buffon au format texte (possibilité de se faire des extraits en PDF), la correspondance de Buffon, plusieurs études sur Buffon, une chronologie de la vie de Buffon, ses citations célèbres, etc.
- Ouvrages de Buffon numérisés par le SCD de l'université de Strasbourg ;
- Textes et illustrations de l'Histoire Naturelle, BNF.
- Œuvres complètes de Buffon annotées par M. Flourens sur LillOnum

Ouvrages cités dans le texte
- Sainte-Beuve, Causeries sur Buffon.

#### Éditions récentes de Buffon
- Œuvres complètes:

1. Volume 1. Histoire naturelle, générale et particulière, avec la description du Cabinet du Roy. Tome I (1749). Texte établi, introduit et annoté par Stéphane Schmitt avec la collaboration de Cédric Crémière, Paris : Honoré Champion, 2007. 1376 p., rel.  (ISBN 978-2-7453-1601-1)
2. Volume 2. Histoire naturelle, générale et particulière avec la description du Cabinet du Roy. Tome II (1749). Texte établi, introduit et annoté par Stéphane Schmitt, avec la collaboration de Cédric Crémière, Paris : Honoré Champion, 2008.  (ISBN 978-2-7453-1729-2)
3. Volume 3. Histoire naturelle, générale et particulière, avec la description du Cabinet du Roy. Tome III (1749). Texte établi, introduit et annoté par Stéphane Schmitt avec la collaboration de Cédric Crémière, Paris : Honoré Champion, 2009. 1 vol., 776 p., relié, 14 × 22 cm.  (ISBN 978-2-7453-1730-8)
4. Volume 4. Histoire naturelle, générale et particulière, avec la description du Cabinet du Roi. Texte établi, introduit et annoté par Stéphane Schmitt avec la collaboration de Cédric Crémière. Tome IV (1753), Paris : Honoré Champion, 2010. 1 vol., 864 p., relié, 14 × 22 cm.  (ISBN 978-2-7453-1928-9)
5. Volume 5. Histoire naturelle, générale et particulière, avec la description du Cabinet du Roi. Texte établi, introduit et annoté par Stéphane Schmitt avec la collaboration de Cédric Crémière. Tome V (1755), Paris : Honoré Champion, 2010. 1 vol., 536 p., relié, 14 × 22 cm.  (ISBN 978-2-7453-2057-5)
6. Volume 6. Histoire naturelle, générale et particulière, avec la description du Cabinet du Roi. Texte établi, introduit et annoté par Stéphane Schmitt avec la collaboration de Cédric Crémière. Tome VI (1756), Paris : Honoré Champion, 2011. 1 vol., 504 p., relié, 14 × 22 cm.  (ISBN 978-2-7453-2150-3)
7. Volume 7. Histoire naturelle, générale et particulière, avec la description du Cabinet du Roi. Texte établi, introduit et annoté par Stéphane Schmitt avec la collaboration de Cédric Crémière. Tome VII (1758), Paris : Honoré Champion, 2011. 1 vol., 544 p., relié, 14 × 22 cm.  (ISBN 978-2-7453-2239-5)
8. Volume 8. Histoire naturelle, générale et particulière, avec la description du Cabinet du Roi. Texte établi, introduit et annoté par Stéphane Schmitt avec la collaboration de Cédric Crémière. Tome VIII (1760), Paris : Honoré Champion, 2014. 1 vol., 640 p., relié, 14 × 22 cm.  (ISBN 978-2-7453-2615-7)
9. Volume 9. Histoire naturelle, générale et particulière, avec la description du Cabinet du Roi. Texte établi, introduit et annoté par Stéphane Schmitt avec la collaboration de Cédric Crémière. Tome IX (1761), Paris : Honoré Champion, 2016. 1 vol., 720 p., relié, 14 × 22 cm.  (ISBN 978-2-7453-2994-3)
10. Volume 10. Histoire naturelle, générale et particulière, avec la description du Cabinet du Roi. Texte établi, introduit et annoté par Stéphane Schmitt avec la collaboration de Cédric Crémière. Tome X (1763), Paris : Honoré Champion, 2017. 1 vol., 814 p., broché, 14 × 22 cm.  (ISBN 978-2-7453-3456-5)
11. Volume 11. Histoire naturelle, générale et particulière, avec la description du Cabinet du Roi. Texte établi, introduit et annoté par Stéphane Schmitt avec la collaboration de Cédric Crémière. Tome XI (1764), Paris : Honoré Champion, 2018. 1 vol., 724 p., broché, 14 × 22 cm.  (ISBN 978-2-7453-4730-5)
12. Volume 12. Histoire naturelle, générale et particulière, avec la description du Cabinet du Roi. Texte établi, introduit et annoté par Stéphane Schmitt avec la collaboration de Cédric Crémière. Tome XII (1764), Paris : Honoré Champion, 2018. 1 vol., 810 p., broché, 14 × 22 cm.  (ISBN 978-2-7453-4732-9)
13. Volume 13. Histoire naturelle, générale et particulière, avec la description du Cabinet du Roi. Texte établi, introduit et annoté par Stéphane Schmitt avec la collaboration de Cédric Crémière. Tome XIII (1765), Paris : Honoré Champion, 2019. 1 vol., 887 p., broché, 14 × 22 cm.
14. Volume 14. Histoire naturelle, générale et particulière, avec la description du Cabinet du Roi. Texte établi, introduit et annoté par Stéphane Schmitt avec la collaboration de Cédric Crémière. Tome XIV (1766), Paris : Honoré Champion, 2020. 1 vol., 605 p., broché, 14 × 22 cm.
15. Volume 15. Histoire naturelle, générale et particulière, avec la description du Cabinet du Roi. Texte établi, introduit et annoté par Stéphane Schmitt avec la collaboration de Cédric Crémière. Tome XV (1767), Paris : Honoré Champion, 2021. 1 vol., 764 p., broché, 14 × 22 cm.

Autres œuvres
- Œuvres préface de Michel Delon, choix des textes, introduction et notes de Stéphane Schmitt, Paris, Gallimard, La Pléiade, 2007 ;
- Œuvres philosophiques texte établi et présenté par Jean Piveteau, PUF, 1954 ;
- Histoire naturelle textes choisis et commentés par Jean Varloot, Gallimard, Folio Classiques, 1984 ;

## Armoiries

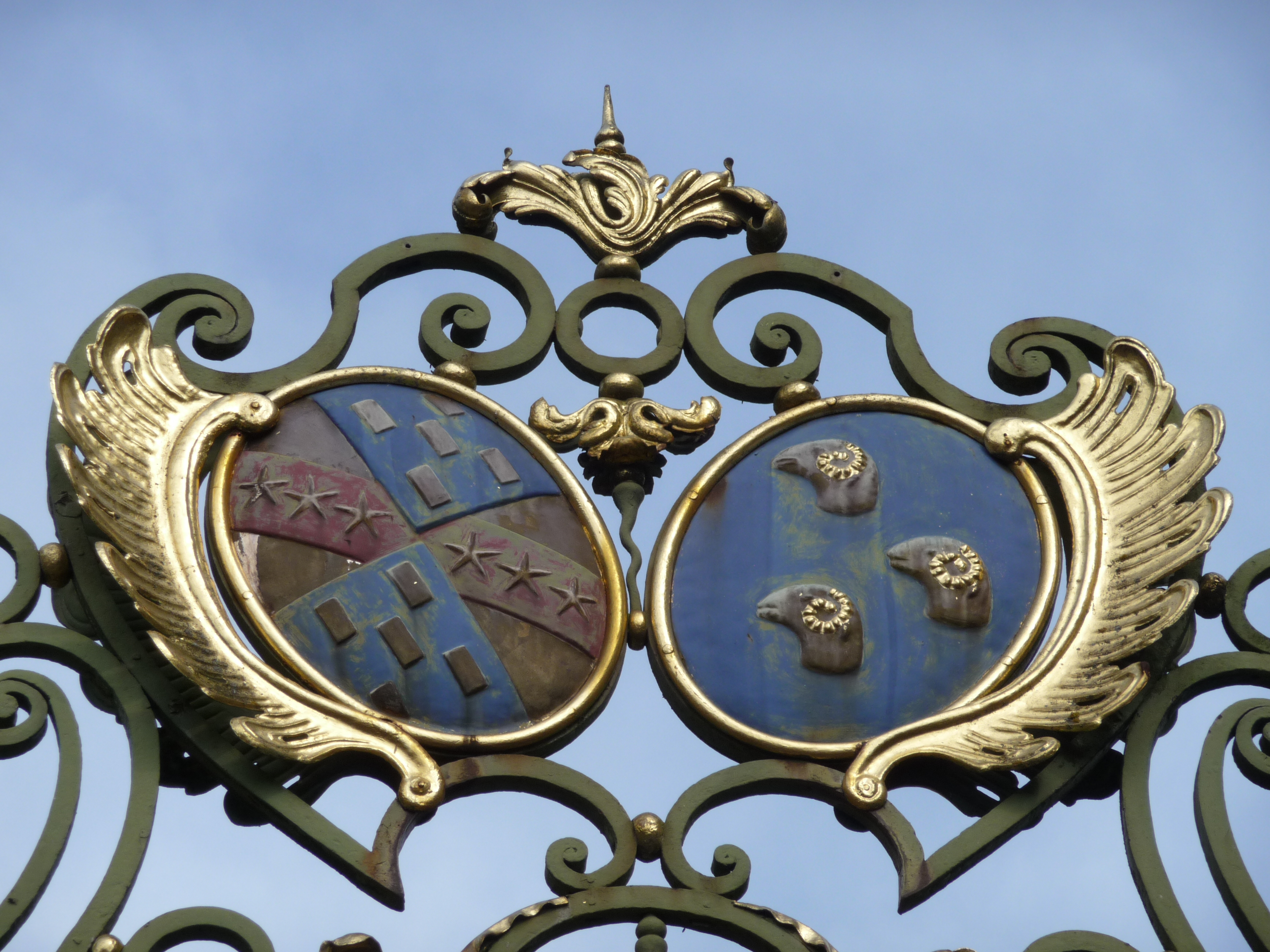
Armoiries d'alliance de Buffon à Montbard.

Blason de Georges-Louis Leclerc de Buffon : Écartelé, aux 1 et 4 d'argent à la bande de gueules chargée de trois étoiles d'or (qui est Leclerc), et aux 2 et 3 d'azur à cinq billettes d'argent posées en sautoir (qui est de Marlin). Ses armoiries d'alliance comportent en outre : d'azur à trois têtes de bélier d'argent accornées d'or (qui est de Saint-Belin).

## Hommages
- la rue Buffon à Antony ;
- la rue Buffon à Avignon intra-muros ;
- la rue Georges de Buffon à Balma (Haute-Garonne) ;
- la rue Buffon à Bergerac (Dordogne) ;
- la rue Buffon, dans le secteur sauvegardé à Dijon ;
- la rue de Buffon à Grenoble, dans le quartier Berriat ;
- la rue de Buffon à Lille, dans le quartier Moulins ;
- la rue Buffon à Longuenesse (Nord-Pas-de-Calais) ;
- la rue Buffon à Montpellier, dans le quartier de l'agriculture
- la rue Buffon, dans le cinquième arrondissement de Paris ;
- la rue de Buffon à Rouen, quartier Pasteur ;
- la rue Buffon à Saint-Étienne (Loire) ;
- la rue Buffon à Sainte-Geneviève-des-Bois (Essonne) ;
- la rue Buffon à Saint-Maur-des-Fossés (Val-de-Marne) ;
- la rue Buffon à Tours (Indre-et-Loire), entre la gare et le Grand Théâtre ;
- le lycée Buffon, dans le quinzième arrondissement de Paris ;
- Buffon a sa statue parmi les Hommes illustres du Louvre ;
- un portrait de Buffon (sculpté en haut-relief sur un médaillon), lui rend hommage depuis 1889 sur la façade de la grande galerie de l'Évolution, au Jardin des plantes, à Paris ;
- un buste de Buffon flanque la galerie de Paléontologie et d'Anatomie comparée depuis 1898, au Jardin des plantes, à Paris ;
- une statue de 1776 représentant Buffon debout en tenue gréco-romaine, par le sculpteur Augustin Pajou (1730-1809), est de nos jours conservée sur la montée des escaliers monumentaux de la grande galerie de l'Évolution, au Jardin des plantes, à Paris (c'est dans le socle de cette statue qu'est conservé le cervelet du savant) ;
- une statue de 1883 représentant Buffon assis sur un fauteuil, par le sculpteur Jean Carlus (1852-1930), trône au Jardin des plantes, à Paris, en face de la grande galerie de l'Évolution.
- Guillaume Lecointre, dans l'une de ses nouvelles fantastiques Muséum 2080[69], imagine que dans l'une de ces statues l'on découvre fortuitement de curieuses reliques de Buffon.
- un astéroïde a été dénommé (7420) Buffon.

### Téléfilms
- Philippe Tourancheau, Buffon, le penseur de la nature, 2007.
- Guy-André Lefranc, L'Encyclopédie vivante : Buffon, 1988. Scénario de Jacques Hiver.
- Claude Vajda, Bicentenaire de Buffon, 1988. Scénario de Jacques Hiver.
- Claude Vajda, Le Fou de Buffon, 1981. Scénario de Jacques Hiver.